# Jean Becquerel
Jean Becquerel (Parijs, 5 februari 1878 – Pornichet, 4 juli 1953) was een Franse natuurkundige.

## Biografie
Jean Becquerel werd in 1878 geboren als zoon van de Franse fysicus Antoine Henri Becquerel en Lucie-Zoe-Marie Jamin, die kort na zijn geboorte overleed. Later studeerde hij aan de École polytechnique.
Becquerel deed onderzoek naar de optische en magnetische eigenschappen van kristallen. Hij ontdekte de rotatie van het polarisatievlak onder invloed van een magnetisch veld. Daarnaast publiceerde hij een belangrijk boek over de relativiteitstheorie en een over de transmutatie van elementen.
In 1909 was hij de vierde in zijn familie die de leerstoel natuurkunde bezette aan het Muséum National d'Histoire Naturelle (museum voor natuurlijke historie) in Parijs en trad daarmee in de voetsporen van zijn vader, zijn grootvader Alexandre-Edmond Becquerel en overgrootvader Antoine César Becquerel. In 1946 werd hij lid van de Académie des sciences.

## Werken
- Le principe de Relativité et la théorie de la gravitation, Paris, Gauthier-Villars, 1922
- Exposé élémentaire de la théorie d'Einstein et de sa généralisation, suivi d'un appendice à l'usage des mathématiciens, Paris, Payot, 1922
- Gravitation einsteinienne. Champ de gravitation d'une sphère matérielle, Paris, Hermann, 1923
- La radioactivité et les transformations des éléments, Paris, Payot, 1924
- Cours de physique à l'usage des élèves de l'enseignement supérieur et des ingénieurs, Band I: Thermodynamique, Paris, Hermann, 1924
- Cours de physique à l'usage des élèves de l'enseignement supérieur et des ingénieurs, Band II: Elasticité et Acoustique, Paris, Herman, 1928
- Propriétés magnétiques générales de divers composés des éléments du groupe Fer, Paris, Gauthier-Villars, 1947